# 曹可明
曹可明（？—？），字懋德，號羊鞟，应天府句容县人。明朝政治人物。

## 生平
萬曆四十年（1612年）壬子科應天府鄉試六十八名舉人，天啓二年（1622年）壬戌科会试二名，三甲一百十名進士。工部观政，改常州府学教授，四年升南京国子监博士。本年升南户部贵州司主事，崇祯元年升员外（1628年），升郎中，二年升廣西桂林府知府，保留原职。五年升广东参议，擒盗数人，有醵金求营脱者，不从，以廉正称。六年致仕。

## 家族
族兄曹可暹，字晴原，崇祯四年副贡，除当涂教谕，与弟可建竭力事母，积学工诗，著有《亡羊续语》、《刖吟集》。族弟曹师稷，万历四十四年丙辰进士；曹应秋，天啓五年进士。